# Paula Butterly

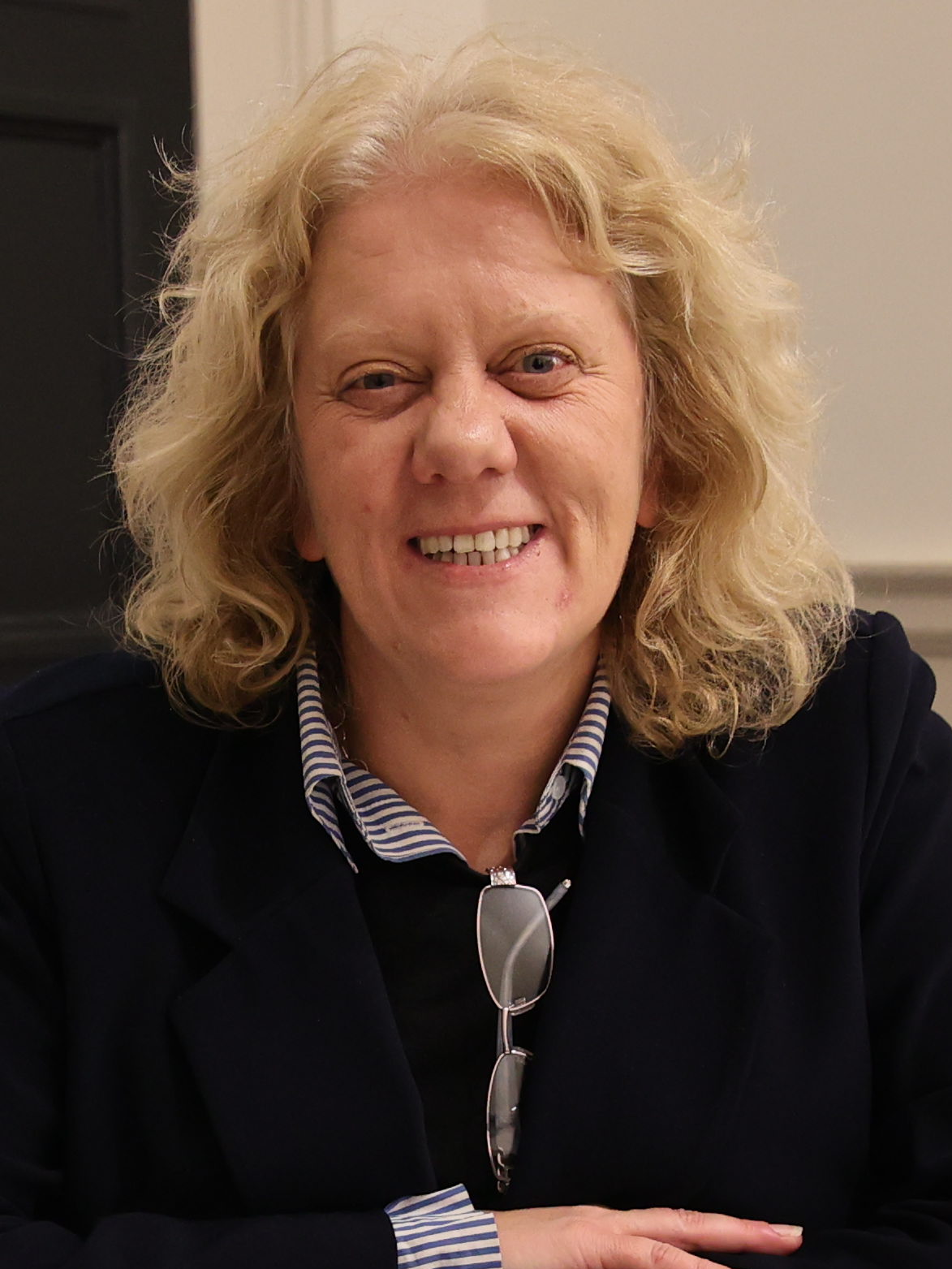
Paula Butterly (2024)

Paula Butterly ist eine irische Politikerin der Fine Gael (FG). 2024 wurde sie in den Dáil Éireannm das irische Unterhaus, gewählt. 

## Leben
Paula Butterly kann einen Bachelor of Science und einen Executive Master of Business Administration ihr eigen nennen. Etwa 20 Jahre lebte Butterly in und kehrte um 2015 nach Irland zurück. Ab 2016 begann sie ein Studium der Rechtswissenschaften und wurde 2021 als Barrister zur Rechtsanwaltschaft zugelassen. Im selben Jahr rückte sie in den Louth County Council nach und wurde 2023 dessen Ratsvorsitzende (Cathaoirleach). Bei den Wahlen zum Dáil Éireann 2024 war sie dann im Wahlkreis Louth erfolgreich und zog als Teachta Dála für die Fine Gael ein.